# Кастель-Френтано
Кастель-Френтано (італ. Castel Frentano) — муніципалітет в Італії, у регіоні Абруццо, провінція К'єті.
Кастель-Френтано розташований на відстані близько 160 км на схід від Рима, 85 км на схід від Л'Аквіли, 23 км на південний схід від К'єті.
Населення — 4346 осіб (2014).

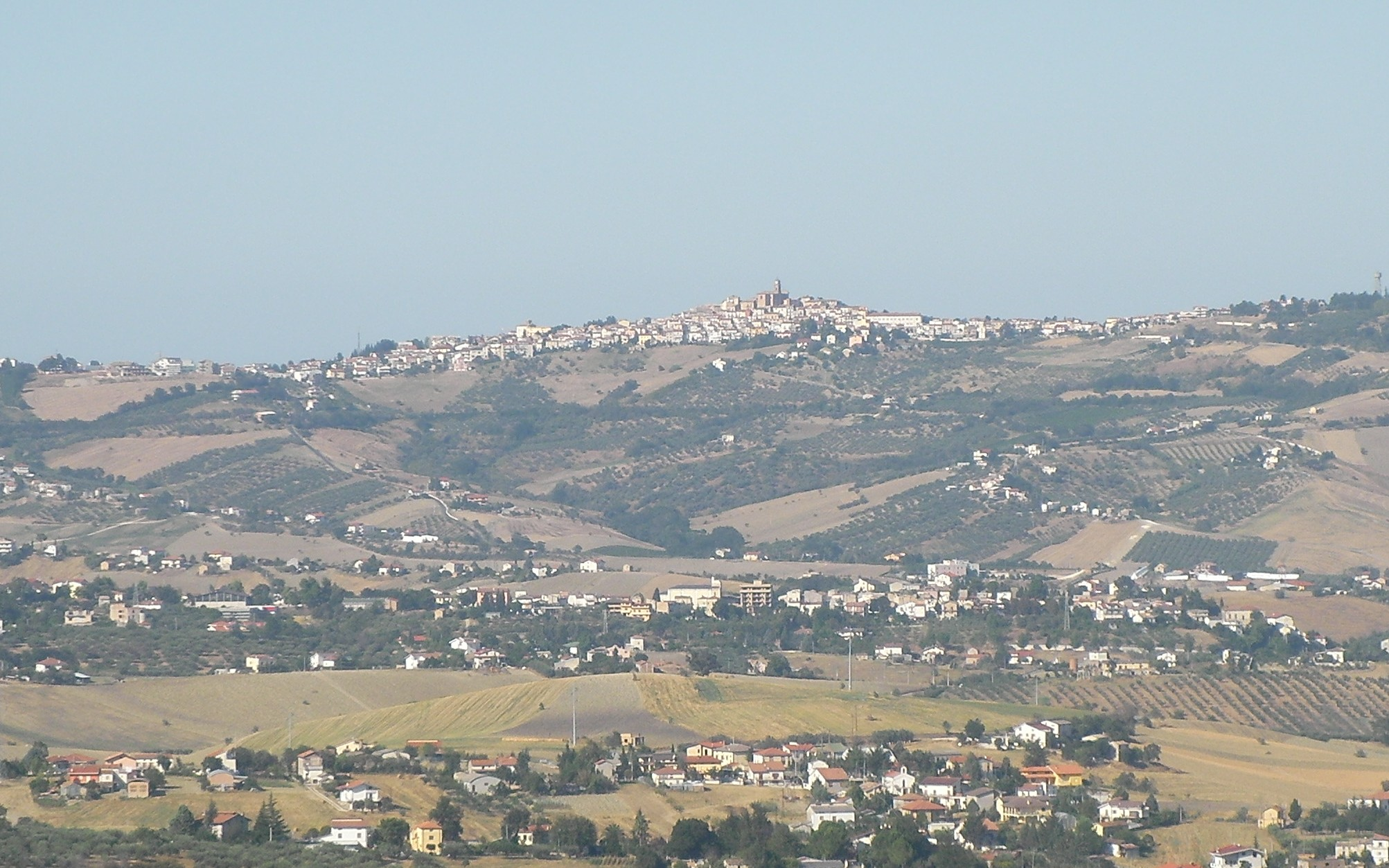

Щорічний фестиваль відбувається 3 серпня. Покровитель — святий Степан protomartire.

## Демографія
Населення за роками:

Станом на 1 січня 2023 року в муніципалітеті офіційно проживало 198 іноземців з 26 країн, серед них 81 громадянин країн Євросоюзу та 8 громадян України.

## Сусідні муніципалітети
- Гуардіагреле
- Ланчано
- Орсонья
- Сант'Еузаніо-дель-Сангро